# Cliffe (Selby)
Cliffe – wieś i civil parish w Anglii, w hrabstwie North Yorkshire, w dystrykcie (unitary authority) North Yorkshire. Leży 21 km na południe od miasta York i 260 km na północ od Londynu. W 2001 civil parish liczyła 1143 mieszkańców.
Cliffe to także civil parish, na terenie której znajdują się wsie: Cliffe Common, South Duffield, Lund i Newhay.